# Astroloba bullulata
Astroloba bullulata (укр. Астролоба булулата) — сукулентна рослина з роду астролоба (Astroloba) підродини Асфоделеві (Asphodelaceae).

## Біологічний опис

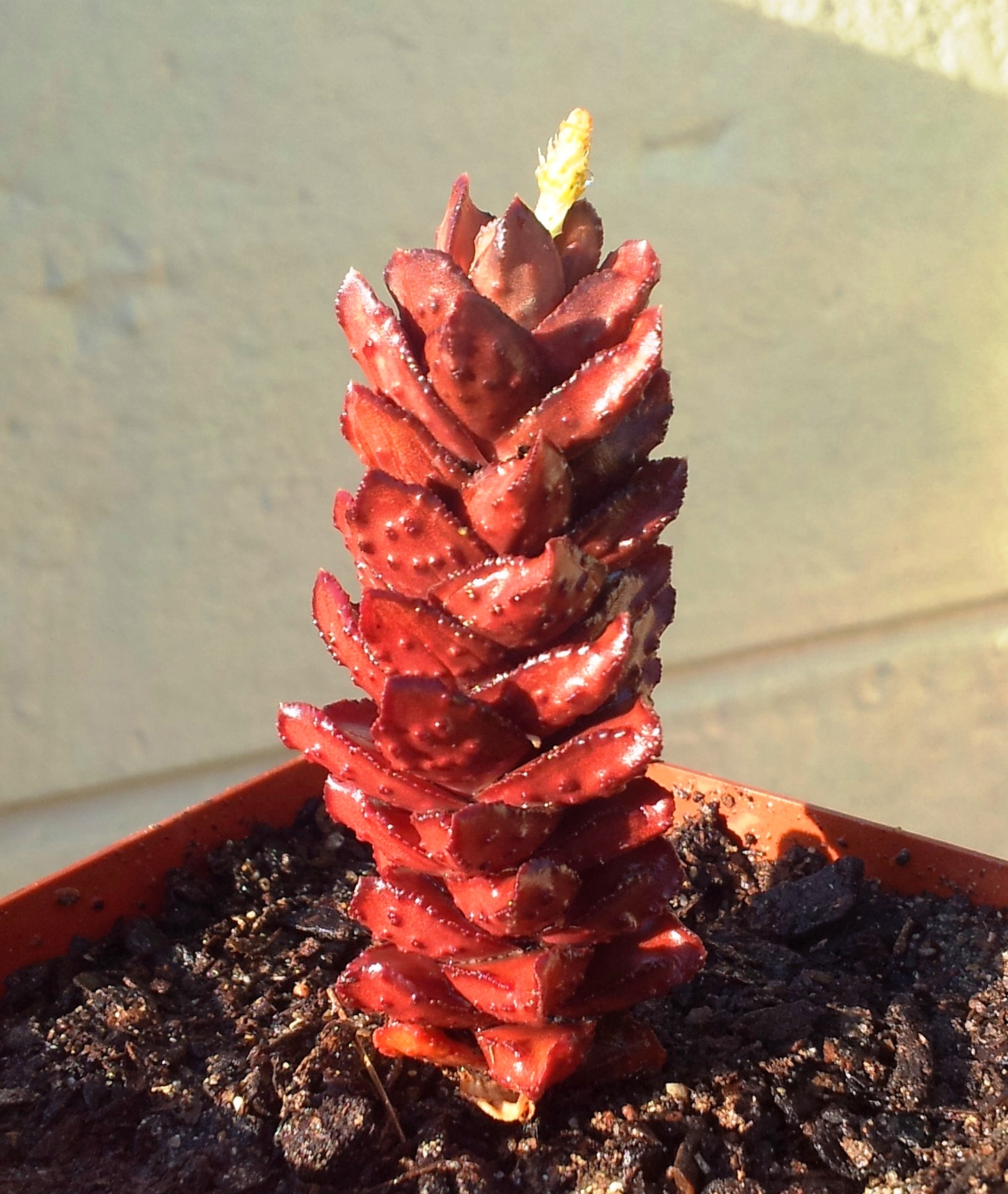
Astroloba bullulata в культурі

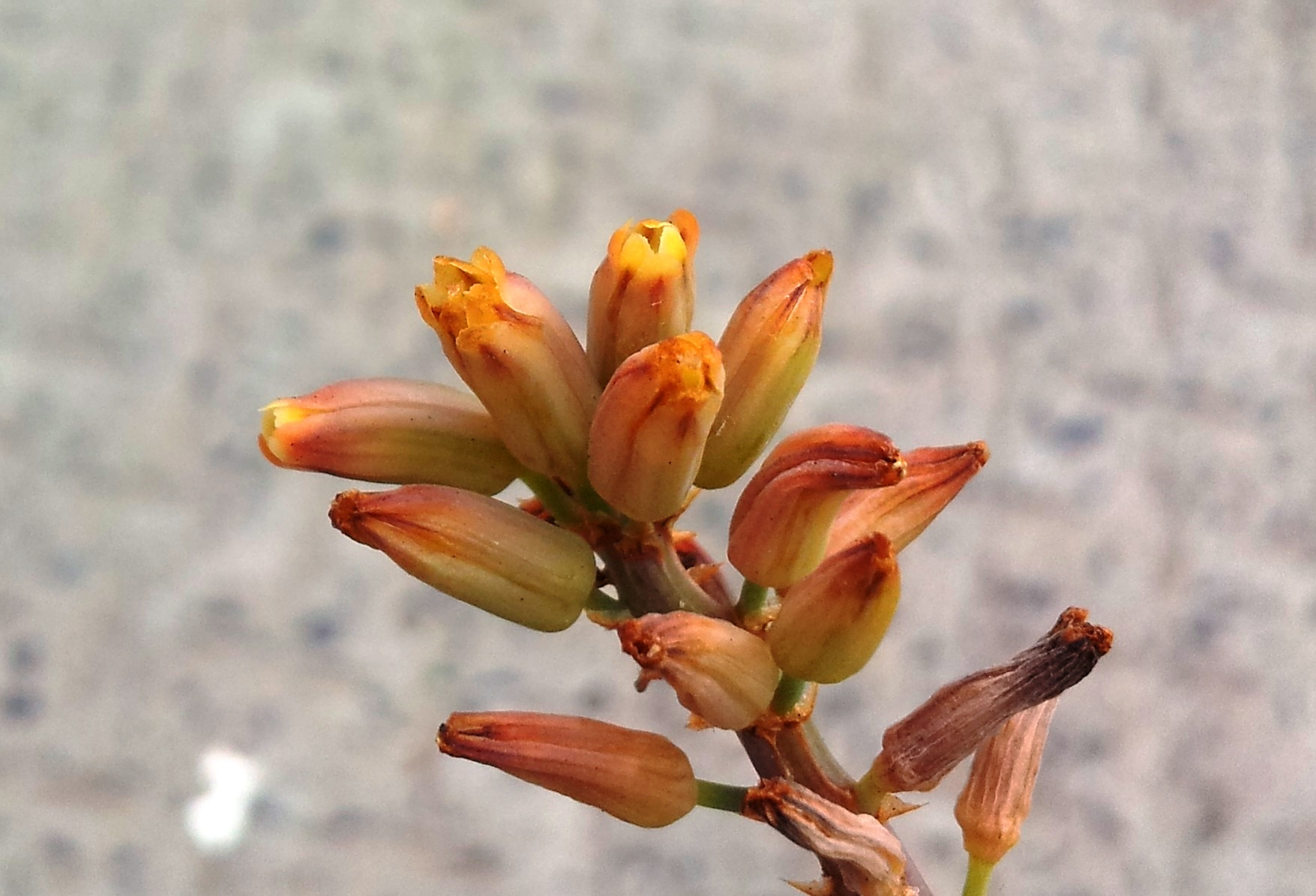
Квіти Astroloba bullulata

Рослина заввишки 15—30 см. Росте на висоті 500–1800 м над рівнем моря.

## Ареал
Південно-Африканська Республіка (Східна Капська провінція, Західна Капська провінція).

## Умови зростання
Не переносить морозу. Місце розташування — напівтінь або тінь. Помірний полив, добрий дренаж.